# Белавино (Калининский район)
Бела́вино — деревня в Калининском районе Тверской области. Относится к Бурашевскому сельскому поселению. До 2006 года входила в состав Андрейковского сельского округа.
Расположена в 2,5 км южнее Твери на федеральной автодороге Москва — Санкт-Петербург М10 (E 105) (Тверской объездной дороге). Рядом (через ручей Лужа) — деревня Симоново. В деревне две улицы — старая и новая.
Население по переписи 2002 года — 19 человек: 11 мужчин, 8 женщин.